# Matthys-Colle collectie
De Matthys-Colle collectie is een Belgische kunstverzameling, opgebouwd door de Gentse neuropsychiater Roger Matthys (1920-2016) en zijn echtgenote Hilda Colle (1919-2004). Matthys en Colle waren verzamelaars van moderne kunst. Beiden kwamen uit een familie van verzamelaars. Zijn vader was lijstenmaker, zodat hij reeds op zeer jonge leeftijd in contact kwam met kunst.  Ze hielden de vinger aan de pols van alle nieuwe stromingen in de tweede helft van de 20e eeuw. Ze pinden zich niet vast op één kunstrichting, maar hun hart klopte wel vooral voor de popart. De collectie bevat een honderdtal werken.

## Opbouw collectie
Roger Matthys was een belangrijk figuur voor de Belgische kunstwereld. Hij was in 1957 - samen met de advocaat  Karel Geirlandt - stichtend lid van de Vereniging voor het Museum van Hedendaagse Kunst in Gent en werd er in 1974 ook voorzitter van. Hij stond daarmee aan de wieg van wat vandaag het S.M.A.K. (Stedelijk Museum voor Actuele Kunst) is.
In 1959 kocht hij zijn eerste kunstwerk aan, een schilderij van Jan Burssens. Doorheen hun leven bouwde hij echtpaar een privécollectie op, die de periode 1960 - 1990 overspant, gaande van popart over conceptuele kunst en minimal art, tot Gilbert & George, Thomas Schütte en Franz West. Hun blik was voornamelijk gericht op het buitenland, waar ze in steden zoals New York, Parijs en Düsseldorf werk kochten van kunstenaars van wie het oeuvre op dat moment in volle ontwikkeling was. Dit deden ze dikwijls zeer kort na het ontstaan van de kunstwerken, waardoor de verzameling vroege topstukken omvat van kunstenaars zoals Andy Warhol, Roy Lichtenstein en Cy Twombly.

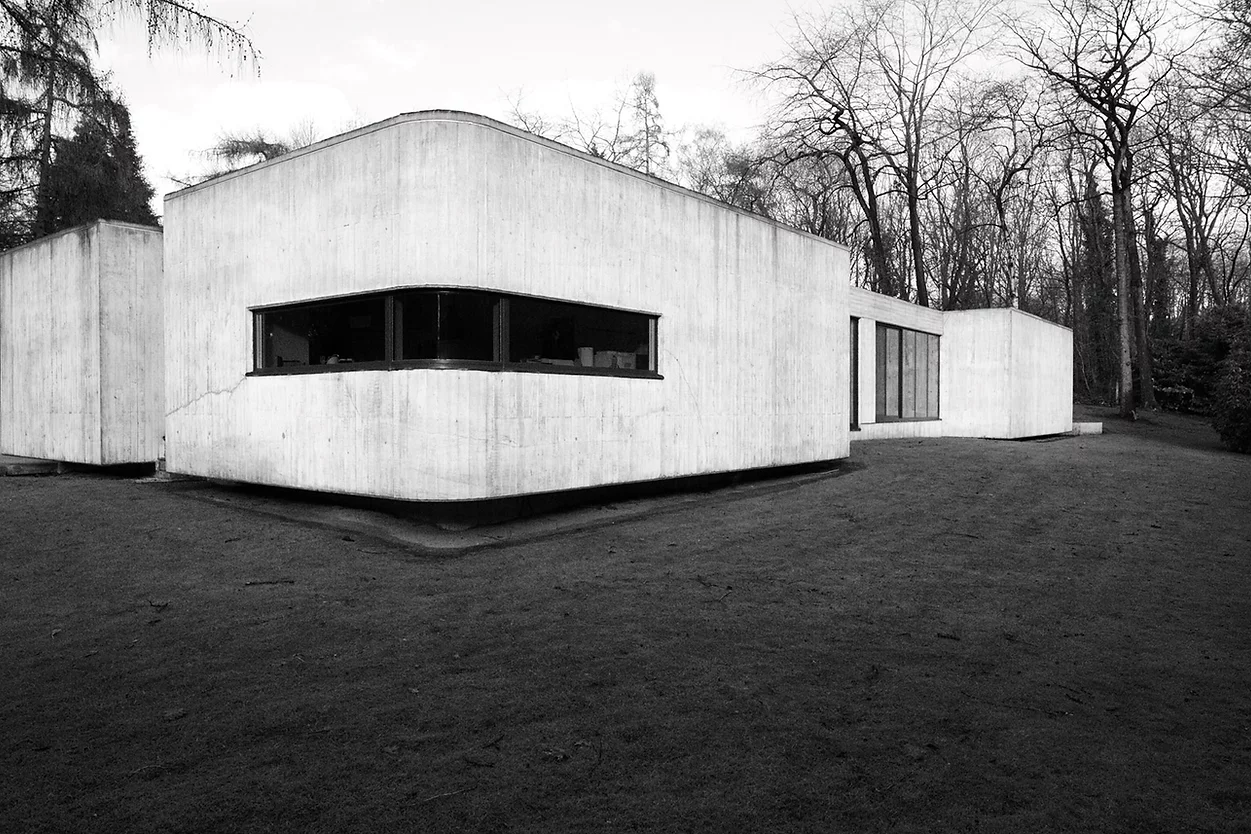
Modernistisch huis van het echtpaar Matthys-Colle in Deurle (architect Ivan Van Mossevelde)

Ze woonden in een groot modernistisch door Ivan Van Mossevelde ontworpen huis in Deurle, waar veel kunstenaars over de vloer kwamen. Sol LeWitt heeft er een muurtekening gemaakt en de Zwitser Niele Toroni heeft de deuren beschilderd met zijn typische rode vierkantjes. Ook het Brits-Italiaanse kunstenaarsduo Gilbert & George kwam geregeld op bezoek. En toen Karel Appel (later een van de rijkste Nederlanders)  geen geld had om een hotel in Gent te betalen, kreeg hij in Deurle onderdak.
De collectie wordt nu beheerd door de kleinzoon Bruno Matthys.

## Verkochte werken in 2019 bij Christie's
Een veertigtal werken uit de collectie Matthys-Colle werd in de herfst van 2019 te koop aangeboden bij Christie's in drie veilingen, achtereenvolgens in Londen, Amsterdam en Parijs. Voordien werden de werken publiek tentoongesteld bij galerie Huberty & Breyne in Brussel. Vele van deze werken waren nog niet door het publiek ontdekt, aangezien in het verleden slechts zelden bruiklenen voor tentoonstellingen werden toegestaan. Werken van kleppers van de moderne kunst, zoals Robert Mangold, Dan Flavin en Carl Andre, gingen onder de hamer.

### Londen (4-5 oktober 2019)
- Robert Mangold, Triangle within a Circle
- Carl Andre, Copper-Steel Alloy Square
- Dan Flavin, the diagonal of May 25, 1963
- Richard Long, Stick Circle
- Roman Opalka, 1965/1-8 Detail 1330516-1348651

### Amsterdam (25-26 november 2019)
- Jan Dibbets, Shutterspeed Piece - Konrad Fisher's Gallery I
- Panamarenko, 
  - The Magnetic Space Ship
  - Marmaduke
- Mel Bochner, First Range
- Stanley brouwn, this way brouwn
- Jan Dibbets, A trace in the Wood in the Form of an Angle of 30° - Crossing the Path
- Karel Appel, Sortilège (Spell)
- Tony Cragg 
  - COL
  - Palette
- Victor Burgin, Bracketed Perfomative
- Ulrich Rückriem, Untitled
- Meyer Vaisman, Small Filler
- Ger van Elk, Orange Blanche Bleue
- Bernd Lohaus, Untitled (ZWISCHEN IST EBEN DAS / WAS DU-LUND / ODER ICH DA ZWISCHEN B IST)
- Robert Barry, Textdrawing

### Parijs, 4-5 december 2019
- Nicholas Krushenick, Malibu
- Haim Steinbach, delightfully reproduced
- Robert Mangold, 4 Squares within a Circle 2
- Alan Charlton, Untitled
- Alan McCollum
  - Collection of Five Perfect Vehicles
  - Collection of Twenty-Four Plaster Surrogates
- Sol Le Witt
  - Folded Paper
  - Arcs and Lines
- Franz West, Labstück (Refresher)

## Bruiklenen aan S.M.A.K.
De aankoop van het schilderij Great American Nude #45 van de Amerikaanse popartkunstenaar Tom Wesselmann door de Vlaamse Gemeenschap voor de collectie van S.M.A.K. voor een bedrag van 2,1 miljoen euro betekende de start van deze voor België unieke publiek-private samenwerking. De verwerving van dit werk ging gepaard met de bruikleen van tien jaar (met een mogelijke verlenging tot twintig jaar) aan het S.M.A.K. van 39 andere kunstwerken uit de verzameling van het echtpaar Matthys-Colle. Het betreft:
1. Great American Nude#45, Tom Wesselmann, 1963, acrylverf en collage op paneel, 121 x 122 cm.
2. Wrapped Chair, Christo, 1963.
3. Great American Nude#72, Tom Wesselmann, 1965, acrylverf op doek, 137 x 203,5 cm.
4. Peinture acrylique blanche sur tissu rayé blanc et rouge, Daniel Buren, 1972, acrylverf op doek, 157,5 x 141,5 cm.
5. Met tere huid VI, Berlinde De Bruyckere,2014, mixed media, 93 x 62 x 22 cm.
6. Modern painting with black sun, Roy Lichtenstein, 1967, olieverf en potlood op doek, 123,5 x 154,5 cm.
7. Haystacks, ed.43/100, 1969, Roy Lichtenstein,  lithografie op papier (7x) 58,5 x 83,4 cm.
8. Rouen Cathedral, ed. 36/75, ed. 44/75, Roy Lichtenstein, 1969, lithografie op papier (2x) 155 x 82 cm.
9. Big electric chair, Andy Warhol, 1967, zeefdruk op doek, 137 x 188 cm.
10. Five Deaths Twice II, Andy Warhol, 1963, zeefdruk op doek, 127 x 76,5 cm.
11. Woman Leaning against a Chimney, George Segal, 1963, verf, beton, gips, 198,5 cm.
12. Raw Red Drainpipe, Claes Oldenburg, 1967, mixed media, c. 114 x 58 x 20 cm.
13. Perpective drawing of a home saw, Claes Oldenburg, 1963, verf en krijt op papier, 103 x 67 cm.
14. Electric Potatoe - Cycle Légumes, Thierry De Cordier, 1990, potlood op papier, 21 x 14,5 cm.
15. Cortainer-Dortoir, Thierry De Cordier, 1990, inkt,krijt en houtskool op papier, 24 x 34 cm.
16. Fontaine - Nachtfontein, Thierry De Cordier, 1993, inkt, krijt en vernis op papier, 25,5 x 34 cm.
17. Vliegend ik, Thierry De Cordier, 1995-2000, mixed media, Ø 45 cm.
18. Study for spiraling project, Bruce Nauman, 1974, grafiet en kleurpotlood op papier, 76 x 101,5 cm.
19. Study for Pleasure, Pain, Life, Death, Love, Hate, Bruce Nauman, Bruce Nauman, 1983, stift, potlood en inkt op papier, 127 x 97,5 cm.
20. Suspended chair, Bruce Nauman, 1986, potlood en balpen op papier, 97,5 x 127 cm.
21. Der Ehebrecher, Konrad Klapheck, 1964, olieverf of doek, 101,5 x 84 cm.
22. Le Patriarcat, Konrad Klapheck, 1963, olieverf op doek, 141,5 x 121 cm.
23. Doos en landschap met rubberwolk, Raoul De Keyser, 1967-1968, acrylverf op doek, 200 x 127,5 cm.
24. Kabinet met Delftse cirkelzagen, Wim Delvoye, 1989, mixed media, 220 x 110 x 57 cm.
25. 8 Part Photo-Piece, Gilbert & George, 1971, foto op papier (8x) 20,5 x 25,5 cm.
26. A Drinking Sculpture, Gilbert & George, 1974, foto op papier, 183 x 213 cm.
27. Sans nature morte, Domenico Gnoli, 1966, olieverf en zand op doek, 89 x 130 cm.
28. Incomplete Open Cube 7/28, Sol LeWitt,  1974, verf op aluminium, 106 x 106 x 106 cm.
29. Wall Drawing #115 Circles and grid (ACG147), Sol LeWitt, 1972, potlood op muur, 300 x 800 cm.
30. Horse Blinders, James Rosenquist, 1968, mixed media, 235 x 120 x 65 cm.
31. I would rather go blind, Thomas Schütte, 1986, waterverf op papier (12x) 32 x 24,5 cm.
32. Mann und Frau, Thomas Schütte, 1986, hout, gips en verf, man: 41,5 x 56,5 x 49 cm, vrouw: 48,5 x 49 x 48 cm.
33. Untitled (Handpuppe), Thomas Schütte, 1996, waterverf op papier (3x) 38,5 x 28,5 cm.
34. Méta mécanique - Horizontal II, Jean Tinguely, 1954, mixed media, 130 x 198 cm.
35. Untitled, Cy Twombly, 1961, askrijt, grafiet en olieverf op doek, 125 x 145 cm.
36. Oubli de la mort, Jef Verheyen,  1966, olieverf op vezelplaat, 120 x 240 cm.
37. Objectbild - Object Picture, Franz West, 1974, mixed media, 127 x 80 x 13 cm.
38. Les mains articulées, Hans Bellmer, 1961, krijt en gouache op papier, 62 x 47,5 cm.
39. La petite chaise Napoléon III, Hans Bellmer, 1963, krijt en gouache op papier, 42 x 42 cm.
40. Paul, Hollywood, David Hockney, 1971, inkt op papier, 50 x 75 cm.

## Tentoonstellingen
- C. Pattyn, R. Matthys, A. Herbert, Matthys-Colle Collection, Museum Dhondt-Dhaenens, van 1 juli 2007 tot 23 september 2007, catalogus ISBN 9789076034249.
- La Collection et son Double, S.M.A.K., van 13 februari 2021 tot 3 oktober 2021, catalogus ISBN 9789075679618.
- POPART: van Warhol tot Panamarenko, S.M.A.K., van 27 november 2021 tot 8 mei 2022, catalogus ISBN 9789075679656.